# Glimepirid
Glimepirid ist ein orales Antidiabetikum aus der Stoffgruppe der Sulfonylharnstoffe, welches in den β-Zellen der Bauchspeicheldrüse die Insulinfreisetzung steigert und in der Therapie des Diabetes mellitus Typ 2 eingesetzt wird. Der Wirkstoff wurde 1981 von Hoechst als Antidiabetikum und 1994 zur Behandlung von Atherosklerose patentiert.

## Wirkungsweise und Pharmakologie

### Resorption
Der peroral verabreichte Wirkstoff ist vollständig bioverfügbar. Die Aufnahme während einer Mahlzeit verringert die Aufnahme nicht, nur geschieht sie etwas langsamer. Etwa 2,5 Stunden nach dem Schlucken der Tablette wird der maximale Glimepirid-Plasmaspiegel erreicht.

### Verteilung
Glimepirid weist ein sehr geringes Verteilungsvolumen von etwa 8,8 Litern auf und hat eine hohe Plasmaproteinbindung von über 99 %, sodass Glimepirid nur in geringem Maße außerhalb der Blutbahn aufzufinden sein wird.

### Metabolisierung
Glimepirid wird in der Leber durch das Cytochrom-P450-Isoenzym 2C9 zu einem Hydroxymethyl- und einen Carboxy-Metaboliten biotransformiert. Hiervon besitzt das Hydroxymethylderivat noch 30 % der Wirksamkeit der Ausgangssubstanz.

### Elimination
Etwa 58 % des Wirkstoffs und seiner Derivate werden durch den Urin ausgeschieden und etwa 35 % über die Fäzes. Die mittlere Plasmahalbwertszeit des Glimepirids bei wiederholter Gabe beträgt etwa 5 bis 8 Stunden, die der Metaboliten etwa 3 bis 6 Stunden.

### Physiologie der Insulin-Sekretion
Die β-Zellen des Pankreas erzeugen und speichern Insulin in speziellen Vesikeln, um es bei Bedarf in die Blutbahn abgeben zu können. Dieses Hormon wird benötigt, um nach einer Mahlzeit den Blutzuckerspiegel zu senken, indem es die Glucose-Transportproteine in den Leber- und Muskel-Zellen anregt, die Glucose aus dem Blut in die Zellen zu befördern. Eine rasche Blutzuckerspiegel-Senkung ist wichtig, da eine dauerhaft zu hohe Glucose-Konzentration im Blut verschiedene Körpergewebe schädigt.
Steigt nun durch eine Mahlzeit der Blutglucosespiegel an, so gelangt über spezielle, niederschwellig arbeitende GLUT2-Glucosetransporter eine entsprechend erhöhte Menge an Glucose in die β-Zelle. Die Glucose wird über die Glycolyse und den Citratzyklus verstoffwechselt, letztendlich entsteht unter anderem der Energieträger Adenosintriphosphat (ATP). ATP besitzt eine Hemmwirkung auf den ATP-abhängigen Kaliumkanal der β-Zelle, der ab einer genügend hohen ATP-Konzentration schließt. Dadurch ändert sich das Membranpotential der Zelle, sie depolarisiert (anschaulich, aber ungenau gesprochen: im Zellinneren steigt die positive elektrische Ladung an), was zur Öffnung von spannungsempfindlichen Calciumkanälen führt. Der darauf erfolgende Calcium-Einstrom in die β-Zelle führt zur Migration (Wanderung) der insulinhaltigen Vesikel zur Zellmembran. Dort geben sie durch Exozytose ihren Inhalt, das Insulin, in die Blutbahn ab.

### Wirkungsweise
Glimepirid schließt wie auch die anderen Sulfonylharnstoffe den ATP-abhängigen Kaliumkanal in der β-Zelle. Dadurch erfolgt die Depolarisation und die Öffnung der spannungsabhängigen Calciumkanäle mit sich anschließender Insulin-Exkretion durch Exozytose.
Außerhalb der β-Zelle bewirkt Glimepirid eine erhöhte Insulin-Empfindlichkeit und eine verminderte Glucose-Aufnahme in die Leberzellen. In den Muskelzellen und Fettzellen steigert Glimepirid die Anzahl aktiver Glucosetransporter in den Plasmamembranen der Zellen, wodurch die Glucoseaufnahme in diese Gewebe stark erhöht wird.

## Anwendung
Glimepirid wird angewendet zur Behandlung des Diabetes mellitus Typ 2, sofern Diät, sportliche Aktivität und Gewichtsreduktion oder die Gabe von Metformin keinen befriedigenden Behandlungserfolg zeigen. Die Kombinierung von Glimepirid mit einer Insulintherapie ist möglich. Die Einnahme erfolgt unmittelbar vor oder während einer Mahlzeit.

## Kontraindikationen
Glimepirid darf nicht eingenommen werden, wenn die β-Zellen kein Insulin mehr produzieren. Auch das Vorliegen eines diabetischen Komas, einer Ketoazidose, von schweren Nieren- und Leber-Funktionsstörungen schließt die Anwendung von Glimepirid aus. Überempfindlichkeiten gegenüber Sulfonylharnstoffen, Sulfonamiden und Tablettenhilfsstoffen dürfen ebenfalls nicht vorliegen. Auch während einer Schwangerschaft darf Glimepirid nicht eingenommen werden, und da Sulfonylstoff-Derivate wie Glimepirid in die Muttermilch übertreten, ist die Einnahme auch während der Stillzeit kontraindiziert.

## Wechselwirkungen
Glimepirid wird durch das Cytochrom P450-Isoenzym CYP2C9 metabolisiert. Arzneistoffe, welche die Menge dieses Cytochroms erhöhen (Enzyminduktion) oder die Funktionsfähigkeit verlangsamen (Inhibition), können den Blutspiegel und damit die Wirkung von Glimepirid beeinflussen, was entweder (bei zu niedrigem Glimepiridspiegel) zu einem zu hohen Blutzuckerspiegel führt oder (bei zu hohem Glimepiridspiegel) die Gefahr einer Hypoglykämie steigert. Die Einnahme von einer erheblichen Anzahl verschiedener Arzneistoffe kann zu einer Abweichung der Blutzuckerspiegel führen, da viele Arzneistoffe das CYP2C9 beeinflussen.
Eine stärkere Blutzuckerspiegel-Senkung ist durch andere Arzneistoffe möglich, darunter andere Antidiabetika, einige entzündungshemmende Schmerzmittel, Anabolika und manche männliche Sexualhormone, manche Antibiotika und Antimykotika, einige Antidepressiva, durchblutungsfördernde und blutgerinnungshemmende Arzneistoffe, eine Stoffklasse an Blutdrucksenkern und harnsäurespiegelsenkenden Gicht-Therapeutika und anderen Medikamenten.
Eine zu schwache Blutzuckerspiegel-Absenkung kann durch Einnahme unter anderem von einigen weiblichen Sexualhormonen, bestimmten Diuretika (Entwässerungsmitteln), Schilddrüsenhormonen und Glucocorticoiden, Abführmitteln, Glucagon, bestimmten Arzneien zur Vermeidung von Epilepsie, einem speziellen Tuberkulose-Mittel und anderen Arzneimitteln auftreten.

## Nebenwirkungen
Die häufigste Nebenwirkung von Sulfonylharnstoffen sind Hypoglykämien, wodurch es zu Gesundheitsgefahren im Alltag kommen kann, die insbesondere beim Bedienen von Maschinen und während der Teilnahme am Straßenverkehr problematisch sein können.

## Handelsnamen
Monopräparate
Amaryl (D, A, CH), Glimegamma (D), Glimerax (CH), Glimeryl (CH), Magna (D), Piridoglim (A), zahlreiche Generika (D, A, CH)
Kombinationspräparate
Avaglim (D, A), Tandemact (D, A)